# Смурфики: Легенда о Смурфной лощине
«Смурфики: Легенда о Смурфной лощине» — американский компьютерно-традиционный анимационный короткометражный фильм. Анимированная короткометражка была создана Sony Pictures Animation, Sony Pictures Imageworks и Duck Studios.
Короткометражка была выпущена на DVD 10 сентября 2013 года, одновременно с фильмом «Смурфики 2» и была основана на короткой истории Вашингтона Ирвинга «Легенда о Сонной Лощине».

## Сюжет
Три смурфика ночью выходят в лес с тележкой, полной смурникой, у которой сломано колесо. Не сумев починить колесо, они разводят костёр и сидят вместе у костра. Дровосек начинает рассказывать историю призрака и повествование переходит в его рассказ.
В рассказе собираются Папа Смурф, чтобы объявить конкурс смурфеничного урожая, в котором все смурфики, собирающие смурфинику, должны собрать как можно больше. Победитель будет награждён медалью. Благоразумник появляется на собрании, нося несколько медалей, которые он завоевал за последние годы, злорадствуя о том, как он выиграет медаль в этом году. Когда Смурфы собирают свои вёдра, а затем выходят в лес, чтобы узнать, как Благоразумник получает победу в конкурсе.

## В ролях
| Актёр         | Роль          |
| ------------- | ------------- |
| Фред Армизен  | Благоразумник |
| Мелисса Штурм | Смурфетта     |
| Джек Ангел    | Папа Смурф    |
| Алан Камминг  | Смельчак      |
| Антон Ельчин  | Растяпа       |
| Хэнк Азариа   | Гаргамель     |
| Том Кейн      | Рассказчик    |
| Джон Оливер   | Тщеславный    |
| Гэри Басараба | Силач         |

## Выход на видео
Фильм был презентован 11 июня 2013 года на Annecy International Animated Film Festival. Фильм был выпущен на DVD 10 сентября 2013 года. ABC Family транслировала данную короткометражку на ТВ 27 октября 2013 года.

## Критика и отзывы
«Смурфики: Легенда о Смурфной лощине» получил положительные отзывы критиков. Грег Эрхар из «Indie Wire» дал фильму положительный обзор, сказав: «CG-анимация в последовательностях, безусловно, выглядит столь же богатой и детализированной, как и в последней функции Смурфов (и, скорее всего, была сделана из элемента, перенесенния из этого производства в этот). Эти сегменты являются размерными и кажутся «реальным миром». Как только анимация всплывает на экране с высоким разрешением, у нее есть люминесценция, которая напоминает вам почему эта техника уникальна для себя: пылающий основной цвет, потрясающий фон и различные углы кажутся «делающими случай» для традиционной анимации. Маловероятно, чтобы это сравнение не было целью. И это не обязательно означает, что один подход лучше, чем другой, просто они совершенно разные».